# Квинт Волузий Сатурнин
Вижте пояснителната страница за други личности с името Квинт Волузий Сатурнин.
Квинт Волузий Сатурнин (на латински: Quintus Volusius Saturninus) e политик и сенатор на Римската империя през 1 век по времето на император Нерон.

## Биография
Сатурнин произлиза от старата преторска фамилия Волузии и е син на много уважавания Луций Волузий Сатурнин (консул 3 г.) и Корнелия. Внук е на Луций Волузий Сатурнин (консул 12 пр.н.е.) и Нония Пола, която е от фамилията Nonii Asprenates и е близка роднина на Тиберий. Квинт е брат на Луций Волузий Сатурнин (понтифекс). Лолия Павлина, третата съпруга на император Калигула, е дъщеря на Волузия Сатурнина, сестра на дядо му и братовчедка на баща му.
През 56 г. Квинт Волузий Сатурнин е консул от януари до края на юни заедно с Публий Корнелий Сципион. През 61 г. е цензор в Галия заедно с Тит Секстий Африкан и Марк Требелий Максим.
Сатурнин е вероятно баща на Луций Волузий Сатурнин (консул 87 г.) и на Квинт Волузий Сатурнин, който е консул 92 г. по времето на Домициан.